# 1869 en Suisse
Chronologie de la Suisse
- 1865
- 1866
- 1867
- 1868
- 1869
- 1870
- 1871
- 1872
- 1873

Cette page concerne l'année 1869 du calendrier grégorien en Suisse.

## Gouvernement au1erjanvier 1869
- Conseil fédéral
  - Emil Welti (PRD), président de la Confédération
  - Jakob Dubs (PRD), vice-président de la Confédération
  - Karl Schenk (PRD)
  - Victor Ruffy (PRD)
  - Melchior Josef Martin Knüsel (PRD)
  - Jean-Jacques Challet-Venel (PRD)
  - Wilhelm Matthias Naeff (PRD)

## Évènements

### Mars
Dimanche 3 mars 
- Décès à Zurich, à l’âge de 71 ans, d’Antoine-Elisée Cherbuliez, professeur d'économie politique.

 Dimanche 21 mars 
- Grève des typographes à Genève.

 Lundi 22 mars 
- Décès à Paris, à l’âge de 90 ans, du général Antoine-Henri de Jomini.

### Avril
Jeudi 8 avril 
- Fondation à Berne, par un mouvement d’inspiration sociale, de la Banque populaire de Berne, qui deviendra la Banque populaire suisse.

 Jeudi 22 avril 
- Décès à Erlen (TG), à l’âge de 79 ans, de l’ingénieur Salomon Hegner, pionnier du génie civil et militaire en Suisse.

 Lundi 26 avril 
- Décès à Genève, à l’âge de 62 ans, du médecin Théodore Maunoir, précurseur de la statistique médicale.

### Mai
Mardi 4 mai 
- Décès à Rome, à l’âge de 74 ans, du sculpteur Heinrich-Maximilian Imhof.

 Vendredi 28 mai 
- Premier cours de Friedrich Nietzsche à l’Université de Bâle.

### Juillet
Mercredi 14 juillet 
- Décès à Brunnen (SZ), à l’âge de 76 ans, de l’historien et collectionneur Felix Donat Kyd.

 Samedi 24 juillet 
- Ouverture de la Fête fédérale de gymnastique à Bienne (BE).

### Septembre
Jeudi 2 septembre 
- Un incendie détruit le village d'Obergesteln (VS). 180 maisons sont anéanties.

 Mardi 14 septembre 
- Début à Lausanne, du Congrès de la Paix et de la Liberté, auquel participent Victor Hugo et Edgar Quinet.

 Lundi 20 septembre 
- Inauguration à Genève, du Monument national, commémoration de la réunion du canton à la Suisse.

### Octobre
Vendredi 1er octobre 
- Incendie du village de Lavin (GR). 68 immeubles sont détruits et 130 personnes se retrouvent sans abri.

 Mardi 5 octobre 
- Fin de la Conférence sur le percement du tunnel ferroviaire du Gothard, réunissant la Suisse, l'Italie et l'Allemagne.

### Décembre
Mercredi 1er décembre 
- Décès à Altdorf (UR), à l’âge de 65 ans, de l’entrepreneur Karl Emmanuel Müller.

 Samedi 11 décembre 
- Décès à Paris, à l’âge de 85 ans, du peintre Louis-Aimé Grosclaude.

 Mercredi 29 décembre 
- Décès à Berne, à l’âge de 46 ans, du conseiller fédéral Victor Ruffy (PRD, VD).